# Augusta Frederika van Hannover

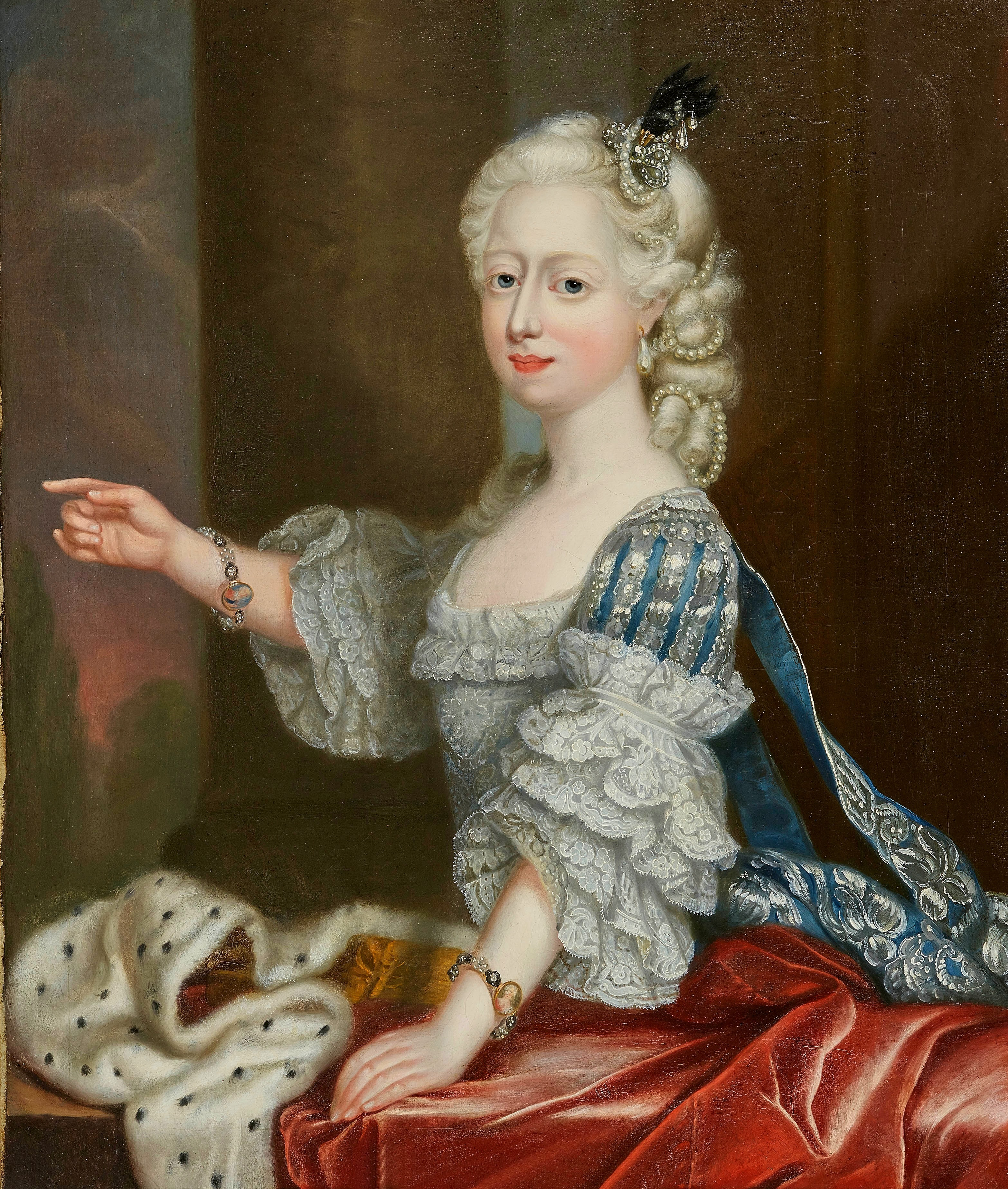
Prinses Augusta Frederika, circa 1763

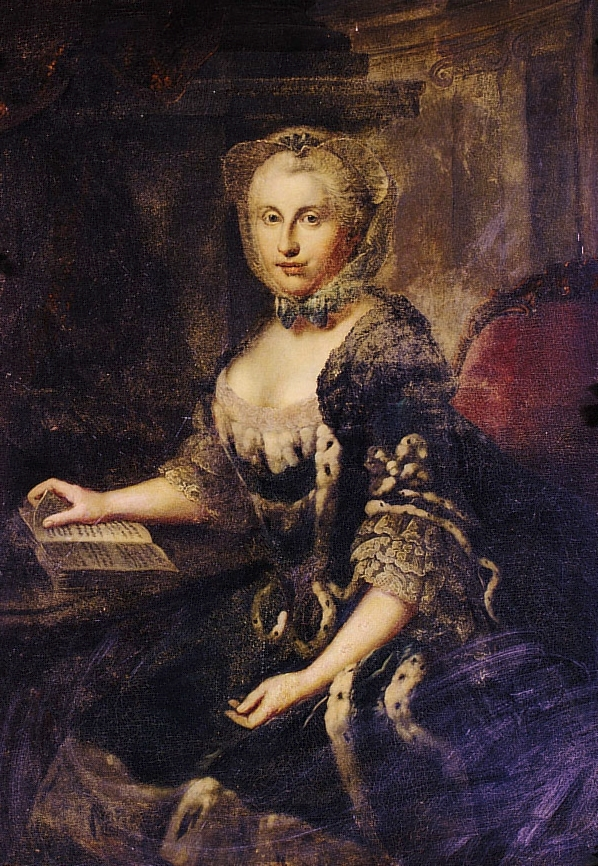
Prinses Augusta Frederika op latere leeftijd

Augusta Frederika van Wales (St. James's Palace (Londen), 31 augustus 1737 — Hanover Square (Londen), 23 maart 1813) was een lid van de Britse koninklijke familie. Ze was een kleindochter van koning George II en een zuster van koning George III. Haar dochter, Caroline Amalia Elisabeth werd in 1795 uitgehuwelijkt aan de toekomstige koning George IV.
Haar vader was de toenmalige prins van Wales, Frederik Lodewijk, oudste zoon van koning George II en diens vrouw koningin Caroline van Brandenburg-Ansbach. Augusta’s moeder was de prinses van Wales, ook wel prinses Augusta van Saksen-Gotha.
Als een kleinkind in mannelijk lijn van de Britse monarch, kreeg zij als titel: Hare Koninklijke Hoogheid Prinses Augusta Frederika van Wales bij haar geboorte. Ze was tweede in lijn van de troonopvolging, haar vader stond toen op nummer een.
Op 16 januari 1764 trouwde Augusta met Karel Willem Ferdinand van Brunswijk-Wolfenbüttel in de Koninklijke Kapel van het St. James's Palace te Londen.

## Huwelijk en latere leven
In 1806 werd Augusta’s man, de hertog van Brunswijk (toen 71 jaar oud), aangewezen tot hoofd van het Pruisische leger. Frankrijk had namelijk in 1806 de oorlog aan Pruisen verklaard. Op 14 oktober van datzelfde jaar, tijdens de Veldslag bij Jena, versloeg keizer Napoleon I van Frankrijk het Pruisische leger. Op dezelfde dag tijdens de slag van Auerstadt werd de hertog van Brunswijk ernstig verwond en stierf enkele maanden later. De hertogin van Brunswijk, vluchtte vanuit haar geruïneerde paleis te Altona met haar twee zoons en haar schoondochter naar Augustenborg, een kleine stad ten oosten van Jutland.
De hertogin van Brunswijk verbleef daar samen met haar nichtje Louise Augusta van Denemarken, een dochter van haar zuster koningin Caroline Mathilde van Denemarken tot aan september 1807 toen koning George III haar toestemming gaf om terug te komen naar Londen. Ze ging wonen in Montague House, Blackheath, in Greenwich. Ze woonde daar samen een periode met haar dochter, prinses Caroline van Wales. De hertogin van Brunswijk leefde tot aan haar dood in Brunswick House, een naast gelegen woning in Blackheath. Ze stierf op 23 maart 1813 op 75-jarige leeftijd.

## Kinderen
- Augusta Caroline Frederika Louise (3 december 1764 - 27 september 1788), gehuwd met Frederik I van Württemberg
- Karel George August (8 februari 1766 - 20 september 1806), gehuwd met Louise van Oranje-Nassau, dochter van stadhouder Willem V
- Caroline Amalia Elisabeth (17 mei 1768 - 7 augustus 1821), gehuwd met de toekomstige koning George IV van het Verenigd Koninkrijk
- George Willem Christiaan (27 juni 1769 - 16 september 1811)
- August (18 augustus 1770 - 18 december 1822), bleef net zoals zijn oudere broer George ongehuwd
- Frederik Willem (9 oktober 1771 - 16 juni 1815), hij volgde zijn vader op als hertog van Brunswijk, trouwde met Maria van Baden
- Amelia Caroline Dorothea Louise (22 november 1772 - 2 april 1773)

## Kwartierstaat (voorouders)
| George I van Groot-Brittannië (1660-1727)  | George I van Groot-Brittannië (1660-1727)  | George I van Groot-Brittannië (1660-1727)  | George I van Groot-Brittannië (1660-1727)  | George I van Groot-Brittannië (1660-1727)  | George I van Groot-Brittannië (1660-1727)  | Sophia Dorothea van Celle (1666–1727)      | Sophia Dorothea van Celle (1666–1727)      | Sophia Dorothea van Celle (1666–1727)              | Sophia Dorothea van Celle (1666–1727)              | Sophia Dorothea van Celle (1666–1727)              | Sophia Dorothea van Celle (1666–1727)              |                                                    |                                                    | Johan Frederik van Brandenburg-Ansbach (1654-1686) | Johan Frederik van Brandenburg-Ansbach (1654-1686) | Johan Frederik van Brandenburg-Ansbach (1654-1686) | Johan Frederik van Brandenburg-Ansbach (1654-1686) | Johan Frederik van Brandenburg-Ansbach (1654-1686) | Johan Frederik van Brandenburg-Ansbach (1654-1686) | Eleonora Erdmuthe Louisa van Saksen-Eisenach (1662-1696) | Eleonora Erdmuthe Louisa van Saksen-Eisenach (1662-1696) | Eleonora Erdmuthe Louisa van Saksen-Eisenach (1662-1696) | Eleonora Erdmuthe Louisa van Saksen-Eisenach (1662-1696) | Eleonora Erdmuthe Louisa van Saksen-Eisenach (1662-1696) | Eleonora Erdmuthe Louisa van Saksen-Eisenach (1662-1696) |                                           |                                           | Frederik I van Saksen-Gotha-Altenburg (1646-1691) | Frederik I van Saksen-Gotha-Altenburg (1646-1691) | Frederik I van Saksen-Gotha-Altenburg (1646-1691) | Frederik I van Saksen-Gotha-Altenburg (1646-1691) | Frederik I van Saksen-Gotha-Altenburg (1646-1691)         | Frederik I van Saksen-Gotha-Altenburg (1646-1691)         | Magdalena Sibylla van Saksen-Weißenfels (1648–1681)       | Magdalena Sibylla van Saksen-Weißenfels (1648–1681)       | Magdalena Sibylla van Saksen-Weißenfels (1648–1681)       | Magdalena Sibylla van Saksen-Weißenfels (1648–1681)       | Magdalena Sibylla van Saksen-Weißenfels (1648–1681) | Magdalena Sibylla van Saksen-Weißenfels (1648–1681) |                                         |                                         | Karel Willem van Anhalt-Zerbst (1652-1718) | Karel Willem van Anhalt-Zerbst (1652-1718) | Karel Willem van Anhalt-Zerbst (1652-1718)      | Karel Willem van Anhalt-Zerbst (1652-1718)      | Karel Willem van Anhalt-Zerbst (1652-1718)      | Karel Willem van Anhalt-Zerbst (1652-1718)      | Sophia van Saksen-Weißenfels (1654–1724)        | Sophia van Saksen-Weißenfels (1654–1724)        | Sophia van Saksen-Weißenfels (1654–1724) | Sophia van Saksen-Weißenfels (1654–1724) | Sophia van Saksen-Weißenfels (1654–1724) | Sophia van Saksen-Weißenfels (1654–1724) |  |  |  |  |  |  |  |  |  |  |  |  |  |  |  |  |  |  |  |  |  |  |  |  |  |  |  |  |  |  |  |  |  |  |  |  |  |  |  |  |  |  |  |  |  |  |  |  |
| George I van Groot-Brittannië (1660-1727)  | George I van Groot-Brittannië (1660-1727)  | George I van Groot-Brittannië (1660-1727)  | George I van Groot-Brittannië (1660-1727)  | George I van Groot-Brittannië (1660-1727)  | George I van Groot-Brittannië (1660-1727)  | Sophia Dorothea van Celle (1666–1727)      | Sophia Dorothea van Celle (1666–1727)      | Sophia Dorothea van Celle (1666–1727)              | Sophia Dorothea van Celle (1666–1727)              | Sophia Dorothea van Celle (1666–1727)              | Sophia Dorothea van Celle (1666–1727)              |                                                    |                                                    | Johan Frederik van Brandenburg-Ansbach (1654-1686) | Johan Frederik van Brandenburg-Ansbach (1654-1686) | Johan Frederik van Brandenburg-Ansbach (1654-1686) | Johan Frederik van Brandenburg-Ansbach (1654-1686) | Johan Frederik van Brandenburg-Ansbach (1654-1686) | Johan Frederik van Brandenburg-Ansbach (1654-1686) | Eleonora Erdmuthe Louisa van Saksen-Eisenach (1662-1696) | Eleonora Erdmuthe Louisa van Saksen-Eisenach (1662-1696) | Eleonora Erdmuthe Louisa van Saksen-Eisenach (1662-1696) | Eleonora Erdmuthe Louisa van Saksen-Eisenach (1662-1696) | Eleonora Erdmuthe Louisa van Saksen-Eisenach (1662-1696) | Eleonora Erdmuthe Louisa van Saksen-Eisenach (1662-1696) |                                           |                                           | Frederik I van Saksen-Gotha-Altenburg (1646-1691) | Frederik I van Saksen-Gotha-Altenburg (1646-1691) | Frederik I van Saksen-Gotha-Altenburg (1646-1691) | Frederik I van Saksen-Gotha-Altenburg (1646-1691) | Frederik I van Saksen-Gotha-Altenburg (1646-1691)         | Frederik I van Saksen-Gotha-Altenburg (1646-1691)         | Magdalena Sibylla van Saksen-Weißenfels (1648–1681)       | Magdalena Sibylla van Saksen-Weißenfels (1648–1681)       | Magdalena Sibylla van Saksen-Weißenfels (1648–1681)       | Magdalena Sibylla van Saksen-Weißenfels (1648–1681)       | Magdalena Sibylla van Saksen-Weißenfels (1648–1681) | Magdalena Sibylla van Saksen-Weißenfels (1648–1681) |                                         |                                         | Karel Willem van Anhalt-Zerbst (1652-1718) | Karel Willem van Anhalt-Zerbst (1652-1718) | Karel Willem van Anhalt-Zerbst (1652-1718)      | Karel Willem van Anhalt-Zerbst (1652-1718)      | Karel Willem van Anhalt-Zerbst (1652-1718)      | Karel Willem van Anhalt-Zerbst (1652-1718)      | Sophia van Saksen-Weißenfels (1654–1724)        | Sophia van Saksen-Weißenfels (1654–1724)        | Sophia van Saksen-Weißenfels (1654–1724) | Sophia van Saksen-Weißenfels (1654–1724) | Sophia van Saksen-Weißenfels (1654–1724) | Sophia van Saksen-Weißenfels (1654–1724) |  |  |  |  |  |  |  |  |  |  |  |  |  |  |  |  |  |  |  |  |  |  |  |  |  |  |  |  |  |  |  |  |  |  |  |  |  |  |  |  |  |  |  |  |  |  |  |  |
|                                            |                                            |                                            |                                            |                                            |                                            |                                            |                                            |                                                    |                                                    |                                                    |                                                    |                                                    |                                                    |                                                    |                                                    |                                                    |                                                    |                                                    |                                                    |                                                          |                                                          |                                                          |                                                          |                                                          |                                                          |                                           |                                           |                                                   |                                                   |                                                   |                                                   |                                                           |                                                           |                                                           |                                                           |                                                           |                                                           |                                                     |                                                     |                                         |                                         |                                            |                                            |                                                 |                                                 |                                                 |                                                 |                                                 |                                                 |                                          |                                          |                                          |                                          |  |  |  |  |  |  |  |  |  |  |  |  |  |  |  |  |  |  |  |  |  |  |  |  |  |  |  |  |  |  |  |  |  |  |  |  |  |  |  |  |  |  |  |  |  |  |  |  |
|                                            |                                            |                                            |                                            | George II van Groot-Brittannië (1683-1760) | George II van Groot-Brittannië (1683-1760) | George II van Groot-Brittannië (1683-1760) | George II van Groot-Brittannië (1683-1760) | George II van Groot-Brittannië (1683-1760)         | George II van Groot-Brittannië (1683-1760)         |                                                    |                                                    |                                                    |                                                    |                                                    |                                                    | Caroline van Brandenburg-Ansbach (1683-1737)       | Caroline van Brandenburg-Ansbach (1683-1737)       | Caroline van Brandenburg-Ansbach (1683-1737)       | Caroline van Brandenburg-Ansbach (1683-1737)       | Caroline van Brandenburg-Ansbach (1683-1737)             | Caroline van Brandenburg-Ansbach (1683-1737)             |                                                          |                                                          |                                                          |                                                          |                                           |                                           |                                                   |                                                   |                                                   |                                                   | Frederik II van Saksen-Gotha-Altenburg (1676-1732)        | Frederik II van Saksen-Gotha-Altenburg (1676-1732)        | Frederik II van Saksen-Gotha-Altenburg (1676-1732)        | Frederik II van Saksen-Gotha-Altenburg (1676-1732)        | Frederik II van Saksen-Gotha-Altenburg (1676-1732)        | Frederik II van Saksen-Gotha-Altenburg (1676-1732)        |                                                     |                                                     |                                         |                                         |                                            |                                            | Magdalena Augusta van Anhalt-Zerbst (1679-1740) | Magdalena Augusta van Anhalt-Zerbst (1679-1740) | Magdalena Augusta van Anhalt-Zerbst (1679-1740) | Magdalena Augusta van Anhalt-Zerbst (1679-1740) | Magdalena Augusta van Anhalt-Zerbst (1679-1740) | Magdalena Augusta van Anhalt-Zerbst (1679-1740) |                                          |                                          |                                          |                                          |  |  |  |  |  |  |  |  |  |  |  |  |  |  |  |  |  |  |  |  |  |  |  |  |  |  |  |  |  |  |  |  |  |  |  |  |  |  |  |  |  |  |  |  |  |  |  |  |
|                                            |                                            |                                            |                                            | George II van Groot-Brittannië (1683-1760) | George II van Groot-Brittannië (1683-1760) | George II van Groot-Brittannië (1683-1760) | George II van Groot-Brittannië (1683-1760) | George II van Groot-Brittannië (1683-1760)         | George II van Groot-Brittannië (1683-1760)         |                                                    |                                                    |                                                    |                                                    |                                                    |                                                    | Caroline van Brandenburg-Ansbach (1683-1737)       | Caroline van Brandenburg-Ansbach (1683-1737)       | Caroline van Brandenburg-Ansbach (1683-1737)       | Caroline van Brandenburg-Ansbach (1683-1737)       | Caroline van Brandenburg-Ansbach (1683-1737)             | Caroline van Brandenburg-Ansbach (1683-1737)             |                                                          |                                                          |                                                          |                                                          |                                           |                                           |                                                   |                                                   |                                                   |                                                   | Frederik II van Saksen-Gotha-Altenburg (1676-1732)        | Frederik II van Saksen-Gotha-Altenburg (1676-1732)        | Frederik II van Saksen-Gotha-Altenburg (1676-1732)        | Frederik II van Saksen-Gotha-Altenburg (1676-1732)        | Frederik II van Saksen-Gotha-Altenburg (1676-1732)        | Frederik II van Saksen-Gotha-Altenburg (1676-1732)        |                                                     |                                                     |                                         |                                         |                                            |                                            | Magdalena Augusta van Anhalt-Zerbst (1679-1740) | Magdalena Augusta van Anhalt-Zerbst (1679-1740) | Magdalena Augusta van Anhalt-Zerbst (1679-1740) | Magdalena Augusta van Anhalt-Zerbst (1679-1740) | Magdalena Augusta van Anhalt-Zerbst (1679-1740) | Magdalena Augusta van Anhalt-Zerbst (1679-1740) |                                          |                                          |                                          |                                          |  |  |  |  |  |  |  |  |  |  |  |  |  |  |  |  |  |  |  |  |  |  |  |  |  |  |  |  |  |  |  |  |  |  |  |  |  |  |  |  |  |  |  |  |  |  |  |  |
|                                            |                                            |                                            |                                            |                                            |                                            |                                            |                                            |                                                    |                                                    | Frederik van Groot-Brittannië (1707-1751)          | Frederik van Groot-Brittannië (1707-1751)          | Frederik van Groot-Brittannië (1707-1751)          | Frederik van Groot-Brittannië (1707-1751)          | Frederik van Groot-Brittannië (1707-1751)          | Frederik van Groot-Brittannië (1707-1751)          |                                                    |                                                    |                                                    |                                                    |                                                          |                                                          |                                                          |                                                          |                                                          |                                                          |                                           |                                           |                                                   |                                                   |                                                   |                                                   |                                                           |                                                           |                                                           |                                                           |                                                           |                                                           | Augusta van Saksen-Gotha (1719-1772)                | Augusta van Saksen-Gotha (1719-1772)                | Augusta van Saksen-Gotha (1719-1772)    | Augusta van Saksen-Gotha (1719-1772)    | Augusta van Saksen-Gotha (1719-1772)       | Augusta van Saksen-Gotha (1719-1772)       |                                                 |                                                 |                                                 |                                                 |                                                 |                                                 |                                          |                                          |                                          |                                          |  |  |  |  |  |  |  |  |  |  |  |  |  |  |  |  |  |  |  |  |  |  |  |  |  |  |  |  |  |  |  |  |  |  |  |  |  |  |  |  |  |  |  |  |  |  |  |  |
|                                            |                                            |                                            |                                            |                                            |                                            |                                            |                                            |                                                    |                                                    | Frederik van Groot-Brittannië (1707-1751)          | Frederik van Groot-Brittannië (1707-1751)          | Frederik van Groot-Brittannië (1707-1751)          | Frederik van Groot-Brittannië (1707-1751)          | Frederik van Groot-Brittannië (1707-1751)          | Frederik van Groot-Brittannië (1707-1751)          |                                                    |                                                    |                                                    |                                                    |                                                          |                                                          |                                                          |                                                          |                                                          |                                                          |                                           |                                           |                                                   |                                                   |                                                   |                                                   |                                                           |                                                           |                                                           |                                                           |                                                           |                                                           | Augusta van Saksen-Gotha (1719-1772)                | Augusta van Saksen-Gotha (1719-1772)                | Augusta van Saksen-Gotha (1719-1772)    | Augusta van Saksen-Gotha (1719-1772)    | Augusta van Saksen-Gotha (1719-1772)       | Augusta van Saksen-Gotha (1719-1772)       |                                                 |                                                 |                                                 |                                                 |                                                 |                                                 |                                          |                                          |                                          |                                          |  |  |  |  |  |  |  |  |  |  |  |  |  |  |  |  |  |  |  |  |  |  |  |  |  |  |  |  |  |  |  |  |  |  |  |  |  |  |  |  |  |  |  |  |  |  |  |  |
|                                            |                                            |                                            |                                            |                                            |                                            |                                            |                                            |                                                    |                                                    |                                                    |                                                    |                                                    |                                                    |                                                    |                                                    |                                                    |                                                    |                                                    |                                                    |                                                          |                                                          |                                                          |                                                          |                                                          |                                                          |                                           |                                           |                                                   |                                                   |                                                   |                                                   |                                                           |                                                           |                                                           |                                                           |                                                           |                                                           |                                                     |                                                     |                                         |                                         |                                            |                                            |                                                 |                                                 |                                                 |                                                 |                                                 |                                                 |                                          |                                          |                                          |                                          |  |  |  |  |  |  |  |  |  |  |  |  |  |  |  |  |  |  |  |  |  |  |  |  |  |  |  |  |  |  |  |  |  |  |  |  |  |  |  |  |  |  |  |  |  |  |  |  |
|                                            |                                            |                                            |                                            |                                            |                                            |                                            |                                            |                                                    |                                                    |                                                    |                                                    |                                                    |                                                    |                                                    |                                                    |                                                    |                                                    |                                                    |                                                    |                                                          |                                                          |                                                          |                                                          |                                                          |                                                          |                                           |                                           |                                                   |                                                   |                                                   |                                                   |                                                           |                                                           |                                                           |                                                           |                                                           |                                                           |                                                     |                                                     |                                         |                                         |                                            |                                            |                                                 |                                                 |                                                 |                                                 |                                                 |                                                 |                                          |                                          |                                          |                                          |  |  |  |  |  |  |  |  |  |  |  |  |  |  |  |  |  |  |  |  |  |  |  |  |  |  |  |  |  |  |  |  |  |  |  |  |  |  |  |  |  |  |  |  |  |  |  |  |
| Augusta Frederika van Hannover (1737-1813) | Augusta Frederika van Hannover (1737-1813) | Augusta Frederika van Hannover (1737-1813) | Augusta Frederika van Hannover (1737-1813) | Augusta Frederika van Hannover (1737-1813) | Augusta Frederika van Hannover (1737-1813) |                                            |                                            | George III van het Verenigd Koninkrijk (1738-1820) | George III van het Verenigd Koninkrijk (1738-1820) | George III van het Verenigd Koninkrijk (1738-1820) | George III van het Verenigd Koninkrijk (1738-1820) | George III van het Verenigd Koninkrijk (1738-1820) | George III van het Verenigd Koninkrijk (1738-1820) |                                                    |                                                    | Eduard van York (1739-1767)                        | Eduard van York (1739-1767)                        | Eduard van York (1739-1767)                        | Eduard van York (1739-1767)                        | Eduard van York (1739-1767)                              | Eduard van York (1739-1767)                              |                                                          |                                                          | Willem Hendrik van Gloucester (1743-1805)                | Willem Hendrik van Gloucester (1743-1805)                | Willem Hendrik van Gloucester (1743-1805) | Willem Hendrik van Gloucester (1743-1805) | Willem Hendrik van Gloucester (1743-1805)         | Willem Hendrik van Gloucester (1743-1805)         |                                                   |                                                   | Hendrik Frederik van Cumberland en Strathearn (1745-1790) | Hendrik Frederik van Cumberland en Strathearn (1745-1790) | Hendrik Frederik van Cumberland en Strathearn (1745-1790) | Hendrik Frederik van Cumberland en Strathearn (1745-1790) | Hendrik Frederik van Cumberland en Strathearn (1745-1790) | Hendrik Frederik van Cumberland en Strathearn (1745-1790) |                                                     |                                                     | Caroline Mathilde van Wales (1751-1775) | Caroline Mathilde van Wales (1751-1775) | Caroline Mathilde van Wales (1751-1775)    | Caroline Mathilde van Wales (1751-1775)    | Caroline Mathilde van Wales (1751-1775)         | Caroline Mathilde van Wales (1751-1775)         |                                                 |                                                 | ... + 2 zusters en 1 broer                      | ... + 2 zusters en 1 broer                      | ... + 2 zusters en 1 broer               | ... + 2 zusters en 1 broer               | ... + 2 zusters en 1 broer               | ... + 2 zusters en 1 broer               |  |  |  |  |  |  |  |  |  |  |  |  |  |  |  |  |  |  |  |  |  |  |  |  |  |  |  |  |  |  |  |  |  |  |  |  |  |  |  |  |  |  |  |  |  |  |  |  |

- Biblioteca Nacional de España: XX5430460
- Gemeinsame Normdatei: 133498050
- International Standard Name Identifier: 0000 0000 3959 1435
- Library of Congress Control Number: no91002397
- Virtual International Authority File: 77505241
- WorldCat: E39PBJjHbXCtf8YQfyBb6wqRKd